# 1676
1676 (MDCLXXVI) a fost un an bisect al calendarului gregorian, care a început într-o zi de luni.

## Evenimente
- 4 decembrie: Bătălia de la Lund, Suedia. Conflict între armata daneză invadatoare și armata lui Carol al XI-lea al Suediei, în care Suedia a ieșit învingătoare.

## Nașteri
- 3 iulie: Leopold I, Prinț de Anhalt-Dessau (d. 1747)
- 26 august: Robert Walpole prim-ministru al Marii Britanii (d. 1745)

## Decese
- 29 ianuarie: Țarul Alexei I al Rusiei (n. Alexei Mihailovici), 46 ani (n. 1629)